# Ochánduri
Ochánduri és un municipi de la Rioja, a la regió de la Rioja Alta. Limita al nord amb Treviana i Cuzcurrita de Río Tirón, a l'est amb Baños de Rioja, al sud amb Villalobar de Rioja i Herramélluri i a l'oest amb Leiva.

## Història
La primera cita documental de la localitat és de 1101. Pertany a una donació en la qual Sança Vélez, en memòria del seu marit Sanç Fortúnez i el seu fill Martín Sánchez, cedeix al Monestir de San Millán de la Cogolla tot el que posseïa en Herramélluri i "Oggaduri" i el monestir de San Andrés, pròxim a Villanueva. En 1160 el rei Sanç VI de Navarra, valent-se de la minoria d'edat d'Alfons VIII de Castella, va conquistar diverses zones de La Rioja, incloses Logronyo i Nájera, i donà a l'església de Santo Domingo de la Calzada l'església de San Miguel de Ilagardia de Ochánduri, tal vegada en el punt que avui s'eleva l'ermita de la Verge de Legarda.

## Topònim
El seu topònim és d'origen basc i es traduiria com "vila d'Otxanda" (Cfr. Torre de doña Ochanda a Vitòria i Otxandio a Biscaia).